# American Boys
Pour plus de détails, voir Fiche technique et Distribution.
American Boys, ou Les pros du collège au Québec (Varsity Blues), est un film américain de Brian Robbins sorti en 1999. Ce film dénonce les dérives du sport scolaire aux États-Unis.

## Synopsis
À West Canaan, petite ville du Texas, l'équipe de football américain du lycée local est reine. Et la défaite est interdite.

## Fiche technique
- Réalisation : Brian Robbins
- Scénario : W. Peter Iliff
- Durée : 106 minutes
- Date de sortie : 15 janvier 1999

## Distribution
Légende : V. F. = Version française et V. Q. = Version québécoise
- James Van Der Beek (V. F. : Thierry Wermuth et V. Q. : Antoine Durand) : Jonathon « Mox » Moxon
- Jon Voight (V. F. : François Dunoyer et V. Q. : Guy Nadon) : Coach Bud Kilmer
- Paul Walker (V. F. : Cédric Dumond et V. Q. : Martin Watier) : Lance Harbor
- Ron Lester (V. F. : Jacques Bouanich et V. Q. : Olivier Visentin) : Billy Bob
- Scott Caan (V. F. : Emmanuel Karsen et V. Q. : Louis-Philippe Dandenault) : Charlie Tweeder
- Richard Lineback (V. Q. : François L'Écuyer) : Joe Harbor
- Tiffany C. Love : Collette Harbor
- Amy Smart (VF : Sylvie Jacob) : Jules Harbor
- Eliel Swinton : Wendell Brown
- Thomas F. Duffy (V. Q. : Mario Desmarais) : Sam Moxon
- Jill Parker Jones (V. Q. : Johanne Léveillé) : Mo Moxon
- Ali Larter (V. F. : Raphaëlle Grantey et V. Q. : Christine Bellier) : Darcy Sears
- John Gatins : l'homme qui sourit

## Box-office
Aux États-Unis le film a enregistré des recettes de plus de 53 millions de dollars pour un budget de 16 millions de dollars. (source : Box Office MOJO)